# 梨溪口乡
梨溪口乡，是中华人民共和国湖南省怀化市芷江侗族自治县下辖的一个乡镇级行政单位。

## 行政区划
梨溪口乡下辖以下地区：
下神祝村、白土田村、兰地村、梨溪口村、龙井冲村、大冲口村、白栗湾村、金龙村、戥溪村、新田界村、苗田界村、龙降村和龙排冲村。